# Никогда не забыть
«Никогда не забыть» (англ. Never Forget) — телевизионный фильм режиссёра Джозефа Сарджента с Леонардом Нимойем, Блайт Даннер и Дэбни Коулменом в главных ролях. Картина рассказывает о судебном процессе Мела Мермельштейна против Института пересмотра истории.

## Сюжет
Мел и Джейн Мермельштейны — супружеская пара из Калифорнии с четырьмя детьми. Мел по национальности еврей, и в юности он пережил заключение в концлагерях Бухенвальд и Освенцим. В Освенциме погибла вся его семья — родители, брат и две сестры.
В 1980 году Мел узнал, что Институт пересмотра истории пообещал выплатить 50 тысяч долларов человеку, который сможет доказать, что евреев убивали газом в Освенциме. Мермельштейн предоставил нотариально заверенные документы, что он был свидетелем убийства своей семьи в газовой камере. Несмотря на это, ИПИ отказался выплачивать обещанное денежное вознаграждение, ссылаясь на недостаточность доказательств.
Тогда Мел подал на ИПИ в суд. Его интересы на процессе взялся представлять адвокат Уильям Джон Кокс. Судья Томас Т. Джонсон нашёл доказательства убедительными, а сам факт Холокоста бесспорным, и постановил ИПИ выплатить Мермельштейну 90 тысяч долларов, а также опубликовать письмо с персональными извинениями.

## Историческая достоверность
15 апреля 1991 года в Los Angeles Times вышла статья адвоката Глории Оллред, озаглавленная «Телефильм и его ответственность перед историей» (англ. A TV Movie and Its Responsibility to History). В этой статье Оллред выразила мнение, что в фильме преуменьшена роль еврейского общества в судебном процессе. По сюжету, в начале картины Мермельштейн обращается за юридической помощью в две еврейские организации, но они негативно воспринимают его решение подать в суд на ИПИ. Лишь выходец из Ирландии Кокс соглашается помочь Мелу.
Оллред же написала, что еврейские адвокаты с самого начала были частью команды, помогающей Коксу (который, согласно автору, на самом деле не ирландец). Кокс же после передачи дела в суд отказался от него. Интересы Мермельштейна на процессе представляли адвокаты-евреи из конторы Оллред, благодаря которым дело и было выиграно.
В конце статьи адвокат написала, что создатели фильма были обязаны отразить в «Никогда не забыть» реальные факты, потому что еврейский народ имеет право «на правду об еврейской истории» а также «на правду об их неоценимом вкладе в завоевание победы Мела Мермельштейна над теми, кто хочет пересмотреть историю». В целом Оллред назвала картину «безответственной в своих ясных фальсификациях, упущениях и искажениях той роли, которую еврейское общество играло в этом случае».
В ответной статье «„Никогда не забыть“ рассказал правду о истории» (англ. 'Never Forget' Did Tell the Truth About History), также опубликованной в Los Angeles Times, продюсер Роберт Радниц и исполнитель главной роли Леонард Нимой написали, что адвокаты-евреи принимали участие в судебных разбирательствах 1982 года, их же картина фокусируется на ранних этапах процесса.
Институт пересмотра истории также опубликовал своё мнение о картине. Критик Дж. Марцелл, чья рецензия была опубликована в Journal of Historical Review, назвал «Никогда не забыть» «скучной мыльно-оперной ерундой» и написал, что множество существенных искажений и фальсификаций были сделаны в надежде оживить напыщенную мелодраму.

## В ролях
| Актёр           | Роль               |
| --------------- | ------------------ |
| Леонард Нимой   | Мел Мермельштейн   |
| Блайт Даннер    | Джейн Мермельштейн |
| Дэбни Коулмен   | Уильям Джон Кокс   |
| Пол Хэмптон     | Ричард Фузилёр     |
| Джейсон Прессон | Берни Мермельштейн |
| Джульетт Сорси  | Эди Мермельштейн   |
| Николас Фи      | Дэвид Мермельштейн |
| Бенджи Грегори  | Кенни Мермельштейн |
| Дэвид Маргулис  | Рэбби Хайер        |
| Томас Беллин    | Рэбби Купер        |
| Томас Кеена     | Томас Т. Джонсон   |
| Стив Франкен    | Дэн Гринспэн       |

## Награды и номинации
| Награды и номинации | Награды и номинации | Награды и номинации                                      | Награды и номинации | Награды и номинации |
| Фестиваль           | Год                 | Категория                                                | Номинирован(а)      | Итог                |
| ------------------- | ------------------- | -------------------------------------------------------- | ------------------- | ------------------- |
| Молодой актёр       | 1992                | Лучшая молодая актриса в специальной кабельной программе | Джульетт Сорси      | Номинация           |